# Burupapegaaiduif
De Burupapegaaiduif (Treron aromaticus) is een vogel uit de familie Columbidae (duiven).

## Verspreiding en leefgebied
Deze soort is endemisch op het Indonesische eiland Buru in de Molukken.

## Status
De grootte van de populatie wordt geschat op 10-20 duizend volwassen vogels. Op de Rode lijst van de IUCN heeft deze soort de status gevoelig.